# Buchenrod (Großheirath)
 Buchenrod  ist ein Gemeindeteil von Großheirath im oberfränkischen Landkreis Coburg.

## Geographie
Das Haufendorf liegt etwa zehn Kilometer südlich von Coburg westlich der Itz im Itzgrund.

## Geschichte
Buchenrod, dessen Ortsname auf der Rodung eines Buchenwaldes beruht, besteht spätestens seit dem 9. Jahrhundert, dürfte aber wahrscheinlich viel früher entstanden sein. Die erste schriftliche Erwähnung als „Boutene“ war in einer Urkunde von 1149. Auch das Jahr 1058 wird angegeben mit einer Nennung in einer Urkunde des Klosters Banz. Diese beruht allerdings auf dem Codex Eberhardi, der Fälschungen und Erfindungen beinhaltet.
Im Mittelalter gehörte Buchenrod zur Urpfarrei Altenbanz. Nach der Reformation, ab 1540, betreute der Pfarrer aus Scherneck den Ort; Buchenrod gehört seit 1652 zum Kirchspiel Großheirath.
Ab 1353 lag Buchenrod im Herrschaftsbereich der Wettiner und somit seit 1485 im Kurfürstentum Sachsen. In der Folge hatte das Herzogtum Sachsen-Coburg die Dorfherrschaft.
1714 wurde das zweistöckige Gemeindehaus mit der Gemeindeschmiede errichtet. Ein Brauhaus bestand wohl schon um 1700. Im Jahr 1795 wurde ein zweigeschossiger Neubau mit massivem Untergeschoss gebaut. Das Gemeindebackhaus stammt aus dem Jahr 1843 und der etwa neun Meter tiefe Gemeindebrunnen wurde 1738 abgeteuft. Das Schulhaus für die Buchenroder Kinder befand sich in Großheirath. Ein Brand zerstörte am 25. Februar 1800 Teile des Ortes. 1837 hatte der Ort 254 Einwohner.
In einer Volksbefragung am 30. November 1919 stimmten drei Buchenroder Bürger für den Beitritt des Freistaates Coburg zum thüringischen Staat und 92 dagegen. Somit gehörte ab dem 1. Juli 1920 Buchenrod zum Freistaat Bayern. 1925 umfasste das 346,13 Hektar große Dorf 236 Einwohner, von denen 227 der evangelischen Kirche angehörten, und 52 Wohngebäude. Die Schule und die evangelische Kirche lagen im 1,2 Kilometer entfernten Großheirath.
Am 1. April 1971 wurde Buchenrod Gemeindeteil von Großheirath.

## Einwohnerentwicklung
| Jahr | Einwohnerzahl |
| ---- | ------------- |
| 1910 | 200           |
| 1933 | 220           |
| 1939 | 204           |
| 2004 | 273           |

## Sehenswürdigkeiten
In der größtenteils bäuerlichen Siedlung stehen Fachwerkhäuser, die meist aus dem 18. Jahrhundert stammen. 15 Objekte sind in die amtliche Denkmalliste von Buchenrod aufgenommen.